# Cauquenes Airport
Cauquenes Airport är en flygplats i Chile.   Den ligger i provinsen Provincia de Cauquenes och regionen Región del Maule, i den södra delen av landet, 300 km sydväst om huvudstaden Santiago de Chile. Cauquenes Airport ligger 164 meter över havet.
Terrängen runt Cauquenes Airport är huvudsakligen platt, men söderut är den kuperad. Närmaste större samhälle är Cauquenes, 8,8 km väster om Cauquenes Airport.
Trakten runt Cauquenes Airport består i huvudsak av gräsmarker. Runt Cauquenes Airport är det ganska glesbefolkat, med 22 invånare per kvadratkilometer.